# Dream Theater
Dream Theater là một ban nhạc progressive metal của Mỹ được thành lập năm 1985 dưới cái tên Majesty bởi John Myung, John Petrucci và Mike Portnoy khi họ tham gia Nhạc viện Berklee tại Boston, Massachusetts, trước khi họ rời khỏi trường để theo đuổi hoàn toàn sự nghiệp âm nhạc. Trải qua nhiều lần thay đổi thành viên, thì ba thành viên đầu tiên ở trên vẫn trụ lại với ban nhạc đến bây giờ cùng với hai thành viên khác là James LaBrie và Jordan Rudess.

## Lịch sử ra đời
Một ngày cuối thu năm 1985. hai chàng sinh viên John Petrucci (khoa guitar) và John Myung (khoa contrabass) tình cờ đi vào một trong những phòng tập của Nhạc viện Berklee (Boston) nơi họ đang theo học; tại đó họ được chứng kiến tay trống Mike Portnoy đang ứng tấu ngẫu hứng một đoạn solo long trời lở đất. Hai chàng John sau đó lại đụng đầu Mike trong quán ăn tự phục vụ và thấy rằng họ có nhiều điểm chung hơn ngoài sở thích về âm nhạc: tất cả đều là dân gốc Long Island - New York. Và ý tưởng thành lập ban nhạc đã ra đời.
Trong những giờ giải lao ở trường họ thường chơi nhạc với tay keyboard Kevin Moore (người đã từng chơi với hai chàng John trong một ban nhạc có tên Centurion và đang theo học tại trường ĐH Fredonia lúc đó) và một ca sĩ có tên Chris Collin. Ban nhạc được đặt tên là Majesty và sau đó tất cả thành viên đều bỏ học để tập trung vào ban nhạc trong lúc vẫn phải đi làm ngoài giờ để kiếm tiền. Không lâu sau đó họ ghi âm một băng demo gồm sáu ca khúc và gửi đến cho các hãng thu âm. Ngay từ lúc đó, chất liệu nhạc của họ đã tỏ ra cấp tiến và phức tạp gợi lại một cách sâu sắc nhạc của những nhóm Progressive lừng danh như Rush, Yes. Majesty sau đó đã ký được hợp đồng với hãng đĩa Mechanic Records với điều kiện phải đổi tên vì lúc đó đã có một ban nhạc jazz tên là Majesty. Cha của Mike đề xuất cái tên Dream Theater lấy từ một rạp chiếu phim ở Monterey, California và từ đó lịch sử nhạc rock thế giới ghi nhận sự ra đời của một nhóm Progressive Metal tiên phong...

## Các thành viên chủ lực của Dream Theater
- John Petrucci: guitars sinh ngày 12/7/1967 và được nuôi nấng trong một gia đình có truyền thống âm nhạc tại Long Island (NY). Trong khi cô chị gái là người góp phần khiến John say mê âm nhạc thì lý do để anh cầm lấy cây guitar là bởi vì tất cả tụi trẻ hàng xóm đều chơi được và nhìn thật vui. John bắt đầu học guitar từ năm 12 tuổi và những tay guitar mà anh ngưỡng mộ gồm có Steve Vai, Al DiMeola, Alex Lifeson (nhóm Rush), Steve Howe (Yes), Allan Holdsworth và Stevie Ray Vaughan. Giờ đây John được thừa nhận là một trong những tay guitar xuất sắc nhất thế giới, anh đang đảm trách một chuyên mục thường xuyên cho tạp chí Guitar World Magazine và là tác giả của nhiều cuốn video dạy guitar. Website riêng của John: www.johnpetrucci.com.
- John Myung: bass người gốc Hàn Quốc, sinh ngày 24/1/1967 ở Chicago nhưng chuyển đến Long Island từ khi còn nhỏ. Mẹ John hay nghe nhạc cổ điển và đến năm 5 tuổi đã cho anh tập vĩ cầm. Khi John 15 tuổi anh bắt đầu gắn bó với cây bass khi một người hàng xóm gạ anh chơi bass cho ban nhạc của ông ta. Kể từ đó John không bao giờ sờ đến violin nữa. Thần tượng của John bao gồm các tay bass Chris Squire (nhóm Yes), Geddy Lee (nhóm Rush) và Steve Harris (Iron Maiden). John thích nghe nhạc cổ điển, nhạc blues và cũng rất yêu thích các nhóm alternative như Jane's Addiction, Red Hot Chili Peppers, King's X. Website riêng của Myung: www.johnmyung.com.
- Mike Mangini
- James LaBrie: ca sĩ sinh ngày 5/5/1963 tại Penetanguishene, một thị trấn nhỏ ở Ontario, Canada. Năm lên ba tuổi, anh đã đi thơ thẩn quanh nhà và hát tất cả những bài hát nào nghe được trên radio (tất nhiên là hát sai lời vì đã biết chữ đâu nhưng giai điệu thì rất chuẩn). Lên 5 tuổi được cha mẹ khuyến khích anh bắt đầu tập trống vì nếu không có trống thì có ngày anh sẽ gõ sập cả nhà với bất cứ thứ gì anh vớ được! Năm 10 tuổi James biểu diễn cùng ban nhạc gia đình gồm cha, chú ruột và anh trai mình tại hiệu cắt tóc. Đến năm 14 tuổi James đã hát và chơi trống cho một vài nhóm rock tại địa phương nhưng anh hiểu rằng trống chỉ xếp thứ hai sau khát vọng thực sự của anh là được hát. Năm 18 tuổi James tới Toronto và 3 năm sau anh bắt đầu luyện tập dưới sự kèm cặp của giảng viên nổi tiếng Rosemary Patricia Burns. Anh trở thành ca sĩ chính của nhóm Winter Rose, ban nhạc đã ký được hợp đồng với Atlantic Records. Sau đó Pierre Paradis, người quản lý ban nhạc VoiVod đã đặt vấn đề với James về việc thực hiện một dự án solo với Aquarius Records. Ông ta cũng nói với James về một ban nhạc New York tên là Dream Theater đang tìm kiếm một ca sĩ. James quyết định đến Mỹ và phần còn lại, theo người ta thường nói, đã trở thành lịch sử. Website của James: www.jameslabrie.com.
- Jordan Rudess

## Các chặng đường sự nghiệp âm nhạc
Sau khi ký được hợp đồng thu âm, các thành viên của Dream Theater nhận thấy Chris Collin hoàn toàn không đủ trình độ mà ban nhạc cần để ghi âm một album. Ban nhạc phải bắt đầu một quá trình gian nan tìm kiếm ca sĩ và cuối cùng chọn được Charlie Dominici vì trong số các ca sĩ đến thử giọng không ai có khả năng như anh ta. Charlie tuy có nhiều kinh nghiệm nhưng làm việc không nhiệt tình và chỉ thích hát những gì mình thích chứ không phải là những sáng tác của ban nhạc - chính vì thế chẳng mấy chốc mà các thành viên còn lại thấy ngán ngẩm anh ta. Mùa hè năm 1988, D.T ghi âm album đầu tay "When Dream and Day Unite" tại Kajem/Victory Studios ở Gladwyne, Pennsylvania với nhà sản xuất Terry Date (người từng cộng tác với Soundgarden, Pantera).
Bất chấp ngân quỹ hạn hẹp và số lượng phát hành hạn chế, album này vẫn được báo chí âm nhạc đón nhận nồng nhiệt, tuy không nhận được sự phản hồi từ các đài phát thanh nhạc metal ở Mỹ. Thật không may là Mechanic không có đủ ngân quỹ để giúp ban nhạc tiến xa hơn với một tour diễn quảng bá hoặc một cuốn video. Bởi thế, những buổi diễn của Dream Theater chỉ hạn chế ở một số khu vực tại New York, nó nhanh chóng kết thúc và ban nhạc buộc phải quay trở lại điểm xuất phát. Đầu những năm 90, ban nhạc quyết định sa thải Charlie sau một buổi diễn cuối cùng với tư cách ban nhạc mở màn cho nhóm Marillion (ban nhạc đến từ nước Anh đã đích thân mời Dream Theater đến biểu diễn). Tại show diễn đặc biệt này họ đã gây ấn tượng bởi một ca khúc mới có tên "Metropolis", báo hiệu trước một tương lai tươi sáng cho ban nhạc. Nhưng vào lúc đó việc thất bại trong việc tìm kiếm một ca sĩ mới đã trở nên nghiêm trọng đến mức có lúc các thành viên đã phải cân nhắc khả năng chuyển hướng Dream Theater thành một nhóm biểu diễn nhạc khí thuần tuý. Họ vẫn viết nhạc và biểu diễn trong các CLB ở New York trong suốt hai năm, sự thực là rất nhiều ca khúc trong album kế tiếp "Images and Words" đã được biểu diễn dưới hình thức các bản instrumental trước khi ca từ được viết.
Bên cạnh đó Dream Theater cũng ưa thích việc biểu diễn những đoạn nhạc khí trong các ca khúc kinh điển của Led Zeppelin, Yes, Queen, Beatles, Van Halen thành liên khúc. Ban nhạc tiếp tục quá trình tìm kiếm ca sĩ. Đầu tiên John Arch của Fates Warning được mời vào xong anh ta không dồng ý. Tiếp đó là Steve Stone, một ca sĩ có phong cách rất giống Geoff Tate (ca sĩ của Queensryche) người đã vài lần biểu diễn với ban nhạc nhưng rồi cũng không thật sự ăn khớp với chất nhạc của Dream Theater. Cuối cùng Chris Cintron đã gần được chọn, cho đến khi một cuốn băng được gửi đến từ Canada... Thật không may cho Chris là ban nhạc đã không chọn anh ta mà lại lựa chọn một anh chàng người Canada có cái tên lạ lẫm Kevin LaBrie - nhưng đó chính là ca sĩ mà họ đang cần.
Vào lúc gia nhập ban nhạc Kevin đã quyết định sử dụng tên đệm của anh, James. Lý do là vì ban nhạc đã có hai chàng John rồi, nên không thể có hai chàng Kevin nữa. Dream Theater ký kết hợp đồng với Atco/East West Records và ghi âm album thứ hai "Images And Words" với nhà sản xuất David Prater vào cuối năm 1991 tại Bear Track Studios, một phòng thu với phương tiện còn khiêm tốn ở Suffern, NY; là nơi đã từng tiếp đón Pink Floyd khi họ từ Anh qua Mỹ để ghi âm tuyệt tác The Wall. Chủ phòng thu Jay Beckenstein, một cây kèn saxophone cự phách đã tham gia vào ca khúc "Another Day". James biểu diễn lần đầu với ban nhạc vào ngày 8/6/1992 tại CLB Ritz ở New York khi Dream Theater mở màn cho Iron Maiden. Các fan trung thành của ban nhạc - những người thậm chí đã thuộc hết lời các ca khúc trong "Images And Words" từ trước khi nó được phát hành, đã đón nhận James một cách nồng nhiệt.
Sau khi phát hành album mới, Dream Theater đã ký hợp đồng với Roundtable Entertainment và bắt tay vào chuyến du diễn thế giới lần đầu tiên. Họ đã nhận được sự hậu thuẫn đắc lực của báo giới, của các đài phát thanh và ngay cả MTV. Chỉ sau một tuần phát hành ban nhạc nhận được tin "Images And Words" đã đạt được đĩa vàng tại Nhật Bản. Đây quả là một album kinh điển của Progressive rock trong thập niên '90 với những ca khúc đỉnh cao như "Pull Me Under", "Another Day", "Under a Glass Moon", "Metropolis pt.1"... Nó trau chuốt, tinh xảo và tràn đầy tính ngẫu hứng với ca từ mang đậm chất thơ và giai điệu lúc du dương mê hồn lúc lại vô cùng dữ dội mạnh mẽ.
Mặc dù được thừa nhận trên toàn cầu, ban nhạc vẫn tỏ ra biết ơn những người hâm mộ lâu năm ở địa phương với việc tổ chức một buổi hoà nhạc tại Limelight ở New York vào ngày 4/3/1993. Không có nghệ sĩ nào mở màn, ban nhạc đã chơi gần ba giờ đồng hồ và lần đầu tiên trình diễn một loạt các ca khúc mới như "To Live Forever", "Eve" và thiên sử thi dài hơn 20 phút "A Change of Seasons", một tác phẩm mà họ rất ít khi trình diễn đủ. châu Âu là chặng tiếp theo trong tour diễn "Music in Progress", nơi mà họ đã ghi âm EP "Live at the Marquee" tại CLB danh tiếng này của London. Sức sáng tạo của Dream Theater thật khó tin: họ liên tục giới thiệu các ca khúc mới ngay cả trong các buổi diễn tại các sân khấu đông nghịt khán giả và trong tay không có gì ngoài các đoạn ứng tác bất chợt! (không thua gì Grateful Dead, The Doors, Frank Zappa hay Rush ngày xưa!). Show diễn của họ tại Tōkyō đã được quay phim và phát hành video vào cuối năm 1993.
Tháng 11/1993 ban nhạc hoàn thành chuyến lưu diễn song họ vẫn ghé qua Hàn Quốc vào tháng 1/1994 do người hâm mộ ở đây đòi được xem ban nhạc diễn nhiều quá (quê gốc của Myung). Tháng 3/1994, Dream Theater bắt đầu làm việc cho album mới của họ sau một thời gian tạm nghỉ, đây là album đầu tiên được thực hiện bởi một ban nhạc hoàn chỉnh (có sự tham gia của James). Lúc đầu ban nhạc dự định sẽ sử dụng các ca khúc chưa được phát hành đã được giới thiệu trong các show, tuy vậy nó đã kết thúc bằng việc Dream Theater viết được hàng loạt ca khúc mới cho một album dài tới 75 phút! Ban nhạc chỉ giữ lại một phần rất nhỏ các chất liệu cũ như đoạn ứng tác "Puppies on Acid" được đưa vào ca khúc "The Mirror"; "To Live Forever" được phát hành ở mặt B của đĩa đơn "Lie" và đoạn nhạc khí "Eve" được đưa vào ca khúc "Silent Man". Tháng 5/1994, cả ban nhạc chuyển đến Los Angeles để làm việc với bộ đôi John Purdell và Duane Baron - hai nhà sản xuất duy nhất có khả năng giao thoa các ý tưởng âm nhạc của họ. John Petrucci bắt đầu thử nghiệm guitar 7 dây trong album này. Không may là giữa quá trình thu âm, Kevin Moore quyết định rời nhóm - đây là một cú sốc nặng với Dream Theater, đặc biệt là hai chàng John đã cùng trưởng thành với Kevin. Giải thích cho sự ra đi bất ngờ này, Kevin nói rằng anh muốn theo đuổi một chiều hướng sáng tác mới khác hẳn với những gì anh đã viết cùng Dream Theater và chia tay là cách tốt nhất cho cả anh lẫn ban nhạc. Kevin rời nhóm ngày 22/8/1994 và ngay sau đó thành lập nhóm Chroma Key.
Sau một loạt những cuộc thử nghiệm để tìm ra tay keyboard mới, ban nhạc quyết định chọn Jordan Rudess (từng chơi cho Dixie Dregs) và Derek Sherinian (từng chơi cho Kiss và Alice Cooper) thay phiên nhau chơi trong ban nhạc. Derek được công bố là thành viên chính thức của ban nhạc vào năm 1995. Album mới "Awake" được phát hành vào ngày 4/10/1995 và đạt được kết quả ngoài mong đợi của ban nhạc.
Đĩa đơn "Lie" trở thành một hit lớn trên các đài phát thanh ở Mỹ và video của nó được phát thường xuyên trên MTV - sự khởi đầu tuyệt vời cho một album được đánh giá là quan trọng nhất trong sự nghiệp của Dream Theater. Ban nhạc thực hiện thành công chuyến lưu diễn vòng quanh nước Mỹ năm 1995 và sau đó đến Nhật Bản và châu Âu. Ngày 19/9/1996 ban nhạc phát hành EP "A Changes of Seasons" bao gồm thiên sử thi dài 23 phút "A Change of Seasons" và một phần buổi diễn mà trong đó Dream Theater đã chơi lại một số ca khúc của Led Zeppelin, Deep Purple, Pink Floyd, Genesis...
Tháng 12/1996, Dream Theater thực hiện tour diễn "The Fix for '96" và giới thiệu 5 trong số 10 ca khúc của album kế tiếp "Falling Into Infinity". Tháng 4/1997 đánh dấu sự ra đời của tour diễn kế tiếp "The Fix for '97" tại châu Âu. Và vào ngày 23/9/1997, "Falling Into Infinitiy" được phát hành ở Mỹ. Album này cũng nhanh chóng chiếm lĩnh các đỉnh cao mới với các ca khúc như "Hollow Years", "Peruvian Skies", "Just Let Me Breathe", "Take Away My Pain"... Năm 1998 Dream Theater phát hành album live đôi "Once In A LIVETime" bao gồm các ca khúc trong các album trước và một số phần trình diễn quý hiếm của ban nhạc. Ngày 18/1/1999 ban nhạc công bố quyết định thay tay keyboard Derek Sherinian bằng Jordan Rudess, người đã từng hợp tác với Mike và John trong dự án Liquid Tension Experiment (LTE). Đội hình mới này đã thực hiện album "Scenes from A Memory" và phát hành trong năm 1999. Đây là một album dạng concept rất hoàn hảo (giống như The Wall của Pink Floyd) và ca khúc "Through Her Eyes" trong album này là một single rất thành công. Năm 2000, Dream Theater thực hiện một buổi diễn trọn vẹn album này tại New York và sau đó buổi diễn này đã được ghi âm vào album live "Metropolis 2000: Scenes from New York" cũng như phát hành trên đĩa DVD trong tháng 9/2001. Ban nhạc đã bắt buộc phải thay đổi bìa album trước khi phát hành do những vụ khủng bố kinh hoàng vào New York và Washington ngày 11/9.

## Các album studio đã phát hành
- 1989: When Dream and Day Unite
- 1992: Images and Words
- 1994: Awake
- 1997: Falling into Infinity
- 1999: Metropolis Pt. 2: Scenes from a Memory
- 2002: Six Degrees of Inner Turbulence
- 2003: Train of Thought
- 2005: Octavarium
- 2007: Systematic Chaos
- 2009: Black Clouds & Silver Linings
- 2011: A Dramatic Turn of Events
- 2013: Dream Theater (Self-Titled Album)
- 2016: The Astonishing
- 2019: Distance Over Time
- 2021: A View from the Top of the World
- 2025: Parasomnia

### Cựu thành viên:
- Mike Portnoy: tay trống sinh ngày 20/4/1967 tại Long Island - New York. Cha của Mike là một DJ vì thế từ bé anh đã được nuôi dạy trong môi trường rock 'n roll và có một bộ sưu tập đĩa khổng lồ. Những thần tượng đầu tiên của Mike là The Beatles và Kiss và từ lúc dó anh đã quyết tâm trở thành một nhạc sĩ. Mike vừa theo học nhạc tại trường vừa tự học trống và trong thời gian đó anh đã chơi cho một số ban nhạc như Intruder, Rising Power và Inner Sanctum. Mike là người giữ trong tay tất cả những gì có liên quan đến ban nhạc: các đĩa hát "chợ đen", poster, các bài báo,... và quan trọng nhất là các băng video, DAT đầy ắp chất liệu mới của ban nhạc (đây là "nguồn" cho các album). Mike nói rằng những tay trống có ảnh hưởng đến lối chơi của anh bao gồm: Neil Peart (Rush), Terry Bozzio (Frank Zappa), Vinnie Colaiuta, Simon Philips, John Bonham (Led Zeppelin), Keith Moon (The Who). Mike thích nghe nhạc của Beatles, Queen, Yes, Iron Maiden, U2, Jane's Addiction và... Metallica. Mike còn là một tay boxer có "nghề". Website riêng của Mike: www.mikeportnoy.com.
- Chris Collins
- Charlie Dominici
- Kevin Moore
- Derek Sherinian